# Список заслуженных артистов Белорусской ССР
Ниже приведён список заслуженных артистов Белорусской ССР по годам присвоения звания.

## 1930-е

### 1931
- Крылович, Владимир Николаевич (1895—1937), актёр. Один из основоположников советского белорусского театра.[1]

### 1935
- Кольцатый, Аркадий Николаевич (1905—2002), кинорежиссёр и оператор
- Яунзем, Ирма Петровна (1897—1975), камерная певица

### 1938
- Зорев, Михаил Абрамович (1903—1942), актёр и режиссёр[2]
- Сокол, Моисей Борисович (1904—1975), театральный актёр и режиссёр

### 1939
- Мусин, Илья Александрович (1903—1999), дирижёр, музыкальный педагог

## 1940-е

### 1940
- Голейзовский, Касьян Ярославич (1892—1970), артист балета, балетмейстер[3]
- Златогоров, Павел Самойлович (1907—1969) — режиссёр оперного театра,[2].

### 1944
- Жинович, Иосиф Иосифович (1907—1974), дирижёр, композитор, цимбалист
- Рознер, Адольф Игнатьевич (1910—1976), трубач и дирижёр[4]
- Романович, Евгений Степанович (1905—1979), актер, драматург, прозаик.
- Чемберг, Валентина Ильинична (1917—1990), актриса театра и кино, народная артистка РСФСР.
- Шахрай, Владимир Матвеевич (1898—1967), оперный певец, оперный режиссёр.

## 1950-е

### 1952
- Лаговская, Елена Ивановна (1904—1981), актриса театра

### 1954
- Денисов, Павел Ферапонтович (1911—2000), трубач[5]
- Кудряшова, Клавдия Кузьминична (1925—2012), оперная певица[6]
- Лазарев, Николай Александрович (1905—1980), оперный певец[7]
- Милаев, Евгений Тимофеевич (1910—1983), артист цирка[8]
- Нижникова, Тамара Николаевна (1925—2018), оперная певица[9]

### 1955
- Алексеева, Татьяна (1922—1996), актриса театра и кино
- Белый, Виктор Аркадьевич (1904—1983), композитор.[10]
- Шах-Парон, Олимпиада Ивановна (1922—2009), актриса
- Шуманский, Михаил Григорьевич (1920—1982), певец

### 1959
- Климова, Александра Ивановна (1921—2005), актриса театра и кино[11]

## 1960-е

### 1961
- Трушина, Тамара Васильевна (1923—1990), актриса театра и кино

### 1963
- Ткаченко, Нинель Александровна (1928—2007), оперная певица[12]
- Янковский, Ростислав Иванович (1930—2016), актёр театра и кино[13]

### 1964
- Гончаренко, Василий Демьянович (1923—1983), оперный певец [14]
- Савченко, Аркадий Маркович (1936—2004), оперный певец

### 1966
- Веремейчик, Константин Михайлович (1912—1990), актёр
- Катаев, Виталий Витальевич (1925—1999), дирижёр.
- Пенчук, Борис Михайлович (1918—2009), трубач, композитор и дирижёр[15]

### 1967
- Раевский, Игорь Иванович (р. 1937), хормейстер, дирижёр, народный артист РСФСР.
- Рачев, Анатолий Александрович (1916—1999), флейтист[16]
- Филиппов, Роман Сергеевич (1936—1992), актёр[17]
- Филиппов, Пётр Павлович (1920—2005), актёр[18]

### 1968
- Данилюк, Светлана Филипповна (1939—2003), оперная певица[19]
- Иванов, Фёдор Николаевич (1929—2021), актёр
- Курган, Илья Львович (1926—2019), диктор радио

### 1969
- Борисёнок, Борис Васильевич (1934—2024), актёр

## 1970-е

### 1970
- Владомирский, Борис Владимирович (1923—1991), актёр

### 1971
- Петрович, Геннадий Владимирович (1926—2003), певец[20]

### 1972
- Шикунова, Ирина Семёновна (1940—2020), оперная певица

### 1973
- Мулявин, Владимир Георгиевич (1941—2003), певец

### 1975
- Ясева, Нина Николаевна (род. 1938), певица[21]

### 1977
- Дедик, Александр Александрович (р. 1945), оперный певец[22]

### 1978
- Каспорская, Любовь Константиновна (р. 1941), камерная певица
- Румянцева, Любовь Григорьевна (1943—2020), актриса

### 1979
- Леонид Борткевич (1949—2021) — солист ВИА «Песняры».
- Воронецкий, Александр Арсеньевич[бел.] (р. 1951) — артист цирка, клоун.
- Гулевич, Фёдор Фёдорович[бел.] (1952—2022) — артист цирка, клоун.
- Александр Демешко (1947—2006) — участник ВИА «Песняры».
- Анатолий Кашепаров (р. 1950) — солист ВИА «Песняры»[23]
- Владислав Мисевич (р. 1945) — участник ВИА «Песняры».
- Леонид Тышко (р. 1947) — участник ВИА «Песняры».

## 1980-е

### 1980
- Вайнилович, Пётр Степанович (1914—?), тромбонист[24]
- Волков, Виталий Васильевич (1939—2005), трубач[25]
- Галковский, Михаил Фёдорович (1942—2010), оперный певец
- Евдокимов, Ярослав Александрович (р. 1946), эстрадный певец.
- Зинкевич, Мария Мироновна (1924—2010), актриса
- Курмакин, Анатолий Дмитриевич (1940—2025), басист[26]
- Лазовский, Юрий Викторович (1931—1993), оперный певец[27]
- Фролов, Валерий Васильевич (1941—1991), гобоист[28]

### 1982
- Гостюхин, Владимир Васильевич (р. 1946), актёр[29]
- Осмоловская, Зоя Васильевна (1928—2012), актриса

### 1983
- Колос, Людмила Яковлевна (р. 1950), оперная певица (сопрано).
- Нечков, Борис Владимирович (1938—2018), гобоист[30]

### 1984
- Барковский, Николай Никифорович (р. 1944), гобоист[31]

### 1985
- Ярмоленко, Анатолий Иванович (р. 1947), эстрадный певец.

### 1986
- Полозов, Вячеслав Михайлович (р. 1950), оперный певец.

### 1987
- Бондаренко, Валерий Николаевич (1946—2021), актёр

### 1989
- Пеня, Игорь Александрович (р. 1952), музыкант и певец

### 1990
- Воронецкий, Фома Сильвестрович (1938—2022), актёр

## Год присвоения звания не установлен
- Александровская, Лариса Помпеевна (1904—1980), оперная певица, режиссёр театра[32]
- Владомирский, Владимир Иосифович (1893—1971), актёр[33]
- Дроздова, Лилия Степановна (1927—2011), актриса театра и кино
- Кириченко, Виктор Лукьянович (1935—1974), оперный певец[34]
- Рахленко, Леон Гдальевич (1907—1986), актёр, режиссёр театра[35]
- Тарасов, Виктор Павлович (1934—2006), актёр театра и кино[36]
- Шмаков, Фёдор Иванович (1917—2009), актёр театра и кино.[37]